# Rosa García Rivas
Rosa Gisella García Rivas, coneguda esportivament com Rosa García o La China (Lima, 21 de maig de 1964) és una exjugadora de voleibol peruana. Competí a quatre Jocs Olímpics (1980, 1984, 1988, 2000) i aconseguí la medalla d'argent als Jocs Olímpics de Seúl 1988.
Col·locadora, jugà en diversos equips de la Divisió Superior Nacional de Voleibol peruana, destacant el Regatas Lima (1986-88 i 2003-05), Alianza Lima (1991-92), Cristal-Bancoper (1992-94) i Deportivo Wanka (1999-01). Durant la dècada de 1990, competí a la Superlliga brasilera amb l'AA Rio Forte (1992-93), BCN/Osasco (1993-96), aconseguint tres subcampionats consecutius i Blue Life-Pinheiros (2001-02). També jugà al Virtus 1962 Pellaro (1988-89) de la Lliga italiana.
Internacional amb la selecció peruana de voleibol en categories inferiors, es proclamà campiona Sud-americana sub-18 (1980) i sub-20 (1980), i subcampiona del Món sub-21 (1981). Amb la selecció absoluta competí durant les dècades del 1980 i 1990, amb la que aconseguí la majoria dels èxits del combinat nacional. Feu el seu debut internacional als Jocs Olímpics de Moscou 1980, finalitzant en sisena posició, i també participà als Jocs Olímpics de Los Angeles 1984 (4a posició), Seúl 1988 (medalla d'argent) i Sidney 2000 (11a posició), on fou l'abanderada de la delegació peruana. Disputà també quatre campionats del Món, on guanyà una medalla d'argent (1982) i una de bronze (1986). A nivell continental, aconseguí un subcampionat (1987) i dues medalles de bronze (1983, 1991) als Jocs Panamericans i es proclamà campiona Sud-Americana en cinc ocasions (1983, 1985, 1987, 1989, 1993). essent escollida millor col·locadora del torneig el 1989 i 1993.
Després de la seva retirada esportiva, ha exercit com a presidenta de la Comissió de Voleibol Platja de la Federació Peruana de Voleibol.

## Palmarès
Clubs
- 3 Lligues peruanes de voleibol femenina (1991-92, 1993-94, 2004-05)

Selecció peruana
- 1 medalla d'argent als Jocs Olímpics de Seúl 1988
- 1 medalla d'argent als Campionats del Món de voleibol femení (1982)
- 1 medalla de bronze als Campionats del Món de voleibol femení (1986)
- 1 medalla d'argent als Jocs Panamericans (1987)
- 2 medalles de bronze als Jocs Panamericans (1983, 1991)
- 5 medalles d'or als Campionats Sud-americans de voleibol femení (1983, 1985, 1987, 1989, 1993)
- 2 medalles d'argent als Campionats Sud-americans de voleibol femení (1981, 1991)
- 1 medalla de bronze als Campionats Sud-americans de voleibol femení (1999)